# Буле-Мозель
Буле́-Мозе́ль (фр. Boulay-Moselle) — коммуна во французском департаменте Мозель региона Лотарингия. Это центр одноимённых округа и кантона. Местные жители часто называют город просто Буле.

## Географическое положение

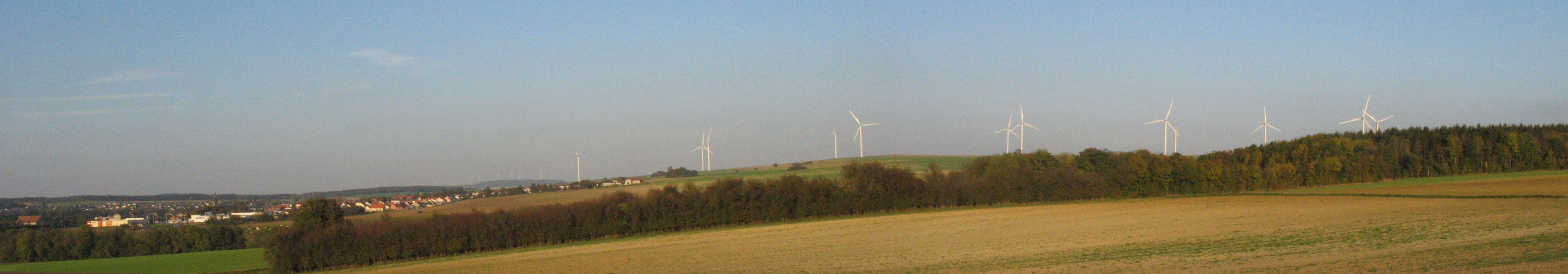
Окрестности Буле-Мозеля.

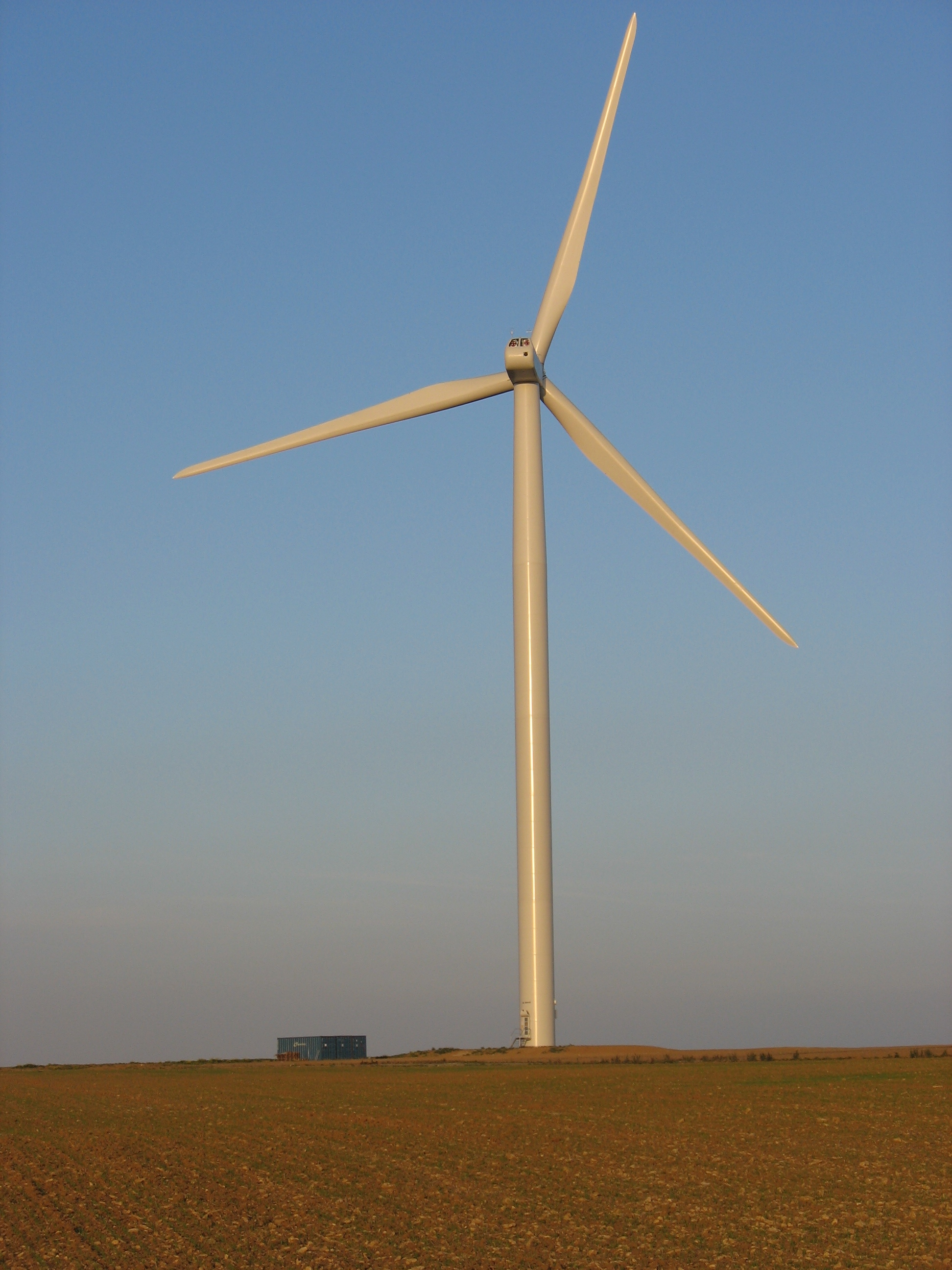
Ветряк под Буле-Мозелем.

Буле-Мозель расположен в 25 км к востоку от Меца. Соседние коммуны: Эбланж и Оттонвиль на севере, Дантен и Кум на северо-востоке, Нидервис и Момерстроф на юго-востоке, Эльстроф на юге, Вольмеранж-ле-Буле на юго-западе, Энканж на западе, Генкиршан и Рупельданж на северо-западе.

## История
- Следы галло-романской культуры.

## Демография
По переписи 2008 года в коммуне проживало 4925 человек.	

## Достопримечательности
- Развалины замка XII века.

## Известные уроженцы
- Шарль де Виллер (фр. Charles de Villers; 1765—1815) — французский писатель.
- Бер Леон Фуль (фр. Beer Léon Fould; 1767—1855) — французский банкир, основатель банка в Париже, прототип банкира в произведении Оноре де Бальзака.
- Люсьен Израэль (фр. Lucien Israël; 1925—1996) — психиатр и псохоаналитик.
- Мари-Анн Ислер-Беген (фр. Marie-Anne Isler-Béguin; род. 1956) — французский политик, депутат Европейского парламента.